# Колд Брук (Њујорк)
Колд Брук (енгл. Cold Brook) град је у америчкој савезној држави Њујорк.

## Демографија
По попису из 2010. године број становника је 329, што је 7 (-2,1%) становника мање него 2000. године.
| Група             | 2000.       | 2010.       |
| Белци             | 335 (99,7%) | 324 (98,5%) |
| Афроамериканци    | 0 (0,0%)    | 0 (0,0%)    |
| Азијати           | 1 (0,3%)    | 0 (0,0%)    |
| Хиспаноамериканци | 0 (0,0%)    | 2 (0,6%)    |
| Укупно            | 336         | 329         |